# Parallelia hebridesia
Parallelia hebridesia là một loài bướm đêm trong họ Erebidae.